# 斯坦·拉扎里迪斯
斯坦利·"斯坦"·拉扎里迪斯（Stanley "Stan" Lazaridis，1972年8月16日—），希臘裔澳大利亞人，已退役職業職業足球員，可擔任左後衛或左中場。澳洲球會珀斯光輝是拿沙迪斯職業生涯效力的最後一家球會，拿沙迪斯共代表澳洲國家足球隊上陣58場。

## 榮譽
澳洲國家隊
- 洲際國家盃亞軍：1997年
- 大洋洲國家盃：2000年

## 外部連結
- Oz Football 拿沙迪斯檔案 （页面存档备份，存于）
- 韋斯咸 拿沙迪斯檔案 （页面存档备份，存于）
- Football Database 拿沙迪斯檔案 （页面存档备份，存于）
- 足球数据库：拿沙迪斯的球员统计数据